# 臼三線 (ジェイアール九州バス)

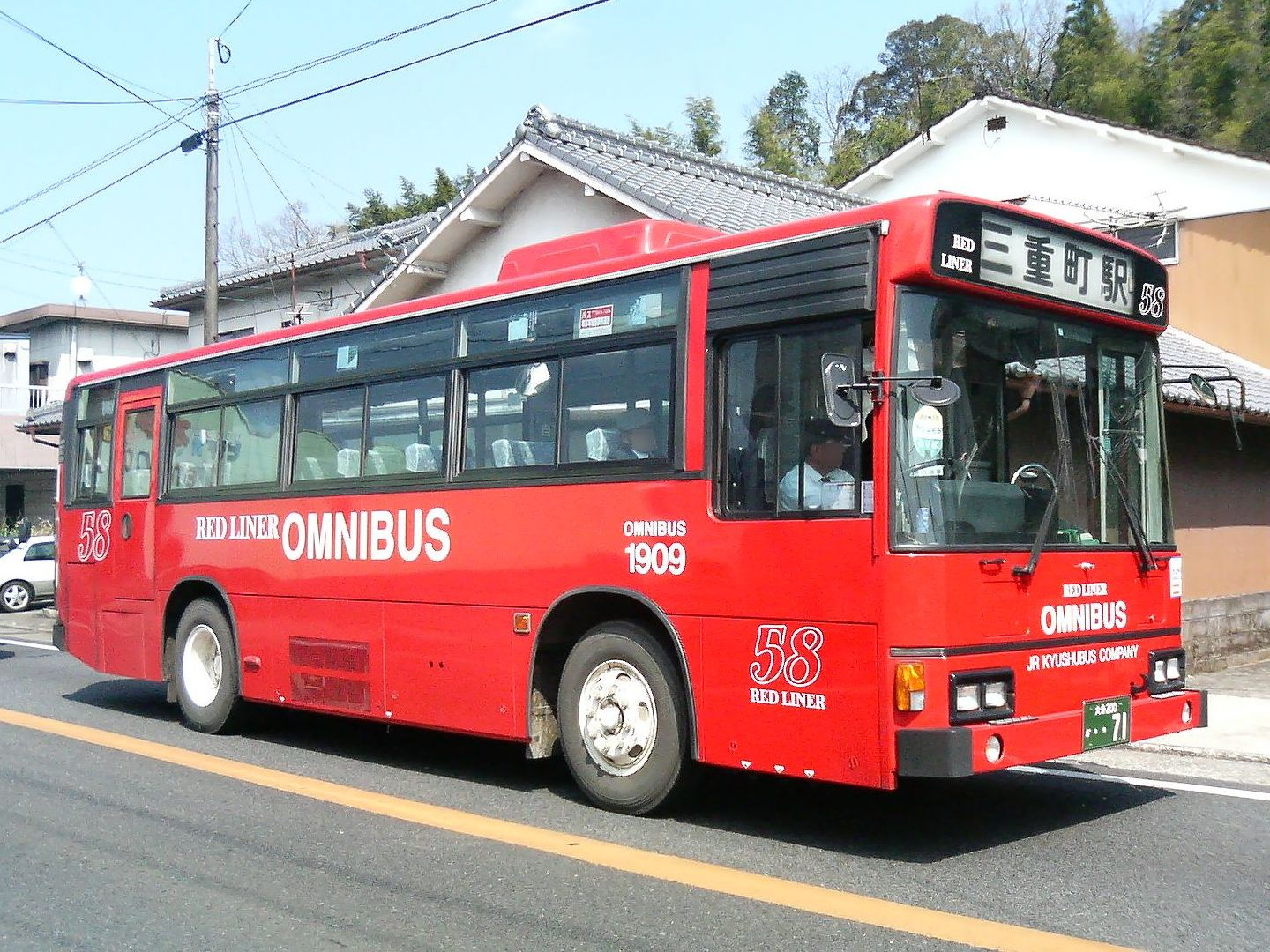
臼三線の車両（2007年）

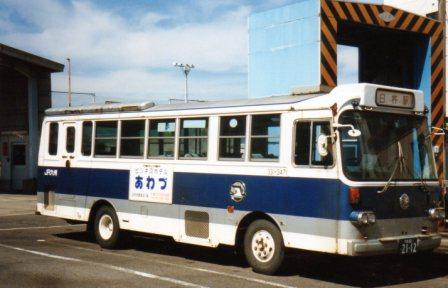
臼三線の車両（2000年）

臼三線（きゅうさんせん）は、大分県臼杵市の臼杵駅を起点とし、国道502号を経由して豊後大野市の三重町駅に至る、ジェイアール九州バス（大分支店）が運行していた路線。
2007年3月31日の運行をもって全線廃止し、ジェイアール九州バスは大分支店を廃止し、これ以降、大分県に営業所を設置していない。
現在は、大分バスの子会社である臼津交通と大野竹田バスが運行を継承している。

## 運転区間
本線
- 臼杵駅 - 平清水 - 清太郎 - 南津留 - 障子岩 - 池原 - 野津駅 - 南野津 - 鼓石 - 柳井瀬 - 三重ノ原 - 権現堂 - 三重町駅

上記のほかに支線として
- 上臼杵駅前 - 上臼杵駅
- 臼杵商業高校入口 - 臼杵商業高校
- 深田 - 臼杵石仏
- 柳井瀬 - 県立三重病院 - 三重ノ原

別線として
- 権現堂 - 田中入口 - 鼓石
- 田中入口 - 細枝 - 南野津

が設定され、発着地は臼杵駅、野津駅、三重町駅の3拠点で、便毎に経由が指定されていた。

## 運行頻度
- 臼杵駅～三重町駅間を平日9往復、休日6往復の便があり、野津駅発着の区間便が朝夕1往復ずつ設定されていた（廃止時点）。

## 沿革
- 鉄道敷設法別表にある「大分県臼杵ヨリ三重ニ至ル鉄道」として軽便鉄道の敷設が企画されるが、用地買収が進む中でバス路線への転換が決まる。
- 1935年3月1日 臼三線臼杵～三重町間開業[2]
- 1979年2月1日 全線貨物営業廃止
- 1986年5月10日 三重病院支線、三重病院駅開業
- 2005年4月 JRバス坂ノ市線・佐賀関線の廃止に伴い、坂ノ市にあった大分支店が閉鎖。臼杵車庫が大分支店に昇格。
- 2006年7月18日 広瀬勝貞大分県知事が廃止後の路線継承（臼津交通・大野交通（現在の大野竹田バス。以下、同じ））を表明
- 2007年4月1日 廃止（臼津交通・大野交通に転換）

※廃止時点では、臼三線内の自動車駅は鉄道駅を除き野津駅（運営は観光協会）のみで、他は停留所となっていた。

## 沿線の施設・名所
- 臼杵石仏 - 国宝

## 備考
- 周遊きっぷ九州ゾーン、大分ゾーンにて利用できるバス路線であった。当路線の廃止により、大分ゾーン券で乗車できる路線がなくなった。
- 路線の大部分を占める国道502号は、軽便鉄道敷設の為に買収された土地に建設されたものであり、1990年代までは普通乗用車同士のすれ違いですら困難なほど狭い箇所がいくつもあった。バイパス建設前は臼杵と内陸を結ぶ唯一の幹線道路であった為、バスの後ろは大渋滞というのが常であった。廃止直前はバイパス開通により交通量が減少し、道路拡張工事も進んだことで、見通しの利く直線部分にてバスが運転停車を行い後続の車を抜かせることができるようになるなど改善が見られていた。